# Emma Bristow
Emma Bristow  (Boston, Lincolnshire, 29 oktober 1990) is een internationaal trialrijder en regerend wereldkampioene. In 2014 werd Bristow de eerste Britse die het vrouwentoernooi voor het wereldkampioenschap won. Ze won tevens het FIM Europees kampioenschap trial bij de vrouwen in 2013 en 2017, en de Britse titel voor vrouwen in 2014.

## Biografie
Bristow begon op de leeftijd van 4 jaar en werd vier keer Brits jeugdkampioene. Ze startte haar internationale carrière op 16-jarige leeftijd in 2006 tijdens het wereldkampioenschap, waar ze in de wedstrijd in Andorra als negende eindigde. De daaropvolgende seizoenen reed ze op GasGas op Europees - en wereldniveau. Bristow tekende een contract bij Ossa in 2011 en werd dat seizoen tweede in het wereldklassement, wat ze een jaar later herhaalde. Aan het einde van seizoen 2012 verruilde ze de Ossa voor een fabriekscontract bij Sherco. 2013 werd een jaar van successen, waarin Bristow het Europees kampioenschap won, voor de Duitse Theresa Bauml op Ossa. In 2014 won zij de Britse titel en werd wereldkampioene. In 2017 reed ze opnieuw naar de eerste plaats in het wereldkampioenschap.

## Brits kampioenschap
*
| Jaar | Team   | Klasse  | 1     | 2     | 3     | 4     | 5      | 6      | 7      |  | Punten | Klassering |
| ---- | ------ | ------- | ----- | ----- | ----- | ----- | ------ | ------ | ------ |  | ------ | ---------- |
| 2011 | Ossa   | Vrouwen | MOO 2 | SCA 1 | LIN 2 | SOU 2 | MAN 1  | YEA 2  | RIC 1  |  | 111    | 2de        |
| 2012 | Ossa   | Vrouwen | LOC 1 | DIR 2 | SCA 2 | WES 1 | MCK 2  | ESW 2  |        |  | 91     | 2de        |
| 2013 | Ossa   | Vrouwen | COL 2 | CHR 1 | VIC 2 | WAI 2 | AST 1  | POW 2  | TRA 1  |  | 111    | 2de        |
| 2014 | Sherco | Expert  | LAK - | RIC - | TEA 9 | EDI - | STD 10 | WOE 14 | RPM 13 |  | 18     | 16de       |
| 2014 | Sherco | Vrouwen | OTT 1 | SOU 2 | SCA 1 | ART 1 | STE 1  | STE 1  | PID 1  |  | 120    | 1ste       |
| 2015 | Sherco | Vrouwen | NBE 1 | LUT - | ZON 1 | ZON 1 | MAN 1  | IOM 1  | IOM 1  |  | 120    | 1ste       |

## Europees kampioenschap
*
| Jaar | Team   | 1      | 2     | 3      |  | Punten | Klassering |
| ---- | ------ | ------ | ----- | ------ |  | ------ | ---------- |
| 2006 | GasGas | FRA 11 | ITA 8 | SPA 7  |  | 22     | 9de        |
| 2007 | GasGas | SPA 7  | ITA 8 | NOR 10 |  | 23     | 7de        |
| 2008 | GasGas | FRA 6  | ITA 6 | CZE 8  |  | 20     | 6de        |
| 2011 | Ossa   | ITA 2  | GER 3 | CZE 2  |  | 49     | 2de        |
| 2012 | Ossa   | ITA 3  | CZE 2 | NED 2  |  | 49     | 2de        |
| 2013 | Ossa   | CZE 1  | NOR 1 | SWE 1  |  | 300    | 1ste       |

## Wereldkampioenschap
*
| Jaar | Team   | 1      | 2      | 3      | 4     | 5     |  | Punten | Klassering |
| ---- | ------ | ------ | ------ | ------ | ----- | ----- |  | ------ | ---------- |
| 2006 | GasGas | AND 9  | BEL -  | FRA 13 |       |       |  | 10     | 13de       |
| 2007 | GasGas | CZE 10 | BEL -  | GBR -  |       |       |  | 6      | 14de       |
| 2008 | GasGas | LUX 6  | SPA 10 | AND 6  |       |       |  | 20     | 6de        |
| 2009 | GasGas | AND 7  | FRA 5  | ITA 12 |       |       |  | 20     | 6de        |
| 2010 | GasGas | FRA 3  | CZE 5  | POL 7  |       |       |  | 26     | 4de        |
| 2011 | Ossa   | GER 2  | CZE 2  | ITA 4  |       |       |  | 34     | 2de        |
| 2012 | Ossa   | AND 2  | AND 4  | SUI 2  | SUI 2 | SUI 4 |  | 51     | 2de        |
| 2013 | Sherco | AND 3  | AND 1  | FRA 2  | FRA 2 | FRA 2 |  | 54     | 2de        |
| 2014 | Sherco | BEL 1  | SPA 1  | SPA 2  | AND 1 |       |  | 60     | 1ste       |
| 2015 | Sherco | CZE 2  | CZE 1  | SPA 1  | SPA 1 | SPA   |  | 60     | 1ste       |
| 2016 | Sherco | GBR 1  | GBR 1  | ITA 1  | ITA 1 | FRA 1 |  | 80     | 1ste       |
| 2017 | Sherco | USA 1  | USA 1  | CZE 1  | ITA 2 |       |  | 77     | 1ste       |
| 2018 | Sherco | JAP 1  | JAP 1  | FRA 1  | GBR 1 |       |  | 80     | 1ste       |

## Palmares
- Brits kampioene in 2014, 2015
- Brits kampioene indoor in 2014
- Europees kampioene in 2013, 2017
- Wereldkampioene in 2014, 2015, 2016, 2017, 2018